# بی‌باک (آلبوم)
بی‌باک (انگلیسی: Fearless) دومین آلبوم استودیویی تیلور سوئیفت، خواننده-ترانه‌سرای آمریکایی است. این آلبوم تحت ناشر بیگ مشین رکوردز، در ۱۱ نوامبر ۲۰۰۸ در ایالات متحده و کانادا و در ۹ مارس ۲۰۰۹ در جاهای دیگر منتشر شد. این آلبوم عمدتاً به‌دست سوئیفت هنگام تبلیغ نخستین آلبوم استودیویی‌اش در فاصلهٔ سال‌های ۲۰۰۷–۲۰۰۸ نوشته شد. نام لیز رز، هیلری لینزی، کلبی کایلات و جان ریچ در عوامل ترانه‌سرایی آلبوم نیز ذکر شده است. سوئیفت هفت قطعه از ۱۳ قطعهٔ نسخه استاندارد را خودش نوشت و در نخستین تجربهٔ کاری خود به‌عنوان تهیه‌کننده موسیقی، آلبوم را با نیتن چپمن تولید کرد.
بی‌باک آلبومی کانتری پاپ است که ترکیب‌بندی آن شامل سازهای وابسته به کانتری — بانجو، فیدل، ماندولین و گیتار آکوستیک که با گیتار الکتریک و زهی در هم آمیخته — می‌شود. منتقدان موسیقی این آلبوم را دارای جذابیت متقاطع یافتند که از تأثیر سبک‌های گوناگون پاپ، فولک و راک موجب شده بود. اشعار آلبوم با الهام از احساسات نوجوانی سوئیفت، مضامین عاشقانه، دلشکستگی و آرزوها را بررسی می‌کند. عنوان آلبوم به موضوع کلی تمام قطعات آن اشاره دارد، زیرا قطعات روی هم رفته شهامت سوئیفت برای پذیرش چالش‌های عشق را نشان می‌دهند.
پس از انتشار بی‌باک، سوئیفت تور بی‌باک را آغاز کرد که از آوریل ۲۰۰۹ تا ژوئیهٔ ۲۰۱۰ برگزار شد. این آلبوم با پنج تک‌آهنگ از جمله «داستان عشق» و «تو مال منی» پشتیبانی شد که عملکرد خوبی داشتند و هم در رادیو کانتری و هم در رادیو پاپ رکورد زدند. در ایالات متحده، بی‌باک ۱۱ هفته را در صدر بیلبورد ۲۰۰ گذراند و از سوی انجمن صنعت ضبط موسیقی ایالات متحده آمریکا (RIAA) گواهی الماس دریافت کرد. این آلبوم در استرالیا، کانادا، نیوزیلند و بریتانیا گواهینامه‌های چند پلاتین دریافت کرد و ۱۲ میلیون نسخه در سراسر جهان فروخته است.
منتقدان موسیقی، ترانه‌سرایی سوئیفت را به‌دلیل ارائه موسیقی سازگار با رادیو و تعامل احساسی که نه تنها برای نوجوانان، بلکه برای مخاطبان گسترده هم گیرایی داشت، تحسین کردند، اگرچه برخی این تولید را کلیشه‌ای می‌دانستند. بی‌باک که پرجایزه‌ترین آلبوم کانتری در تاریخ است، در سال ۲۰۰۹ از جوایز انجمن موسیقی کانتری و جوایز آکادمی موسیقی کانتری برنده آلبوم سال و همچنین در جوایز گرمی ۲۰۱۰ برندهٔ آلبوم سال و بهترین آلبوم کانتری شد. این آلبوم در سال ۲۰۲۲ از سوی رولینگ استون در فهرست ۱۰۰ آلبوم برتر کانتری تمام دوران قرار گرفت. به‌دنبال اختلاف سال ۲۰۱۹ در مورد مالکیت آثار سوئیفت، او ضبط مجدد این آلبوم تحت عنوان بی‌باک (نسخهٔ تیلور) را در سال ۲۰۲۱ منتشر کرد.

## فهرست ترانه‌ها
| شماره | نام              | مدت  |
| ----- | ---------------- | ---- |
| ۱.    | «بی‌باک»          | ۳:۵۰ |
| ۲.    | «پانزده»         | ۴:۲۰ |
| ۳.    | «داستان عشق»     | ۴:۵۳ |
| ۴.    | «هی استفان»      | ۴:۰۰ |
| ۵.    | «اسب سفید»       | ۶:۴۳ |
| ۶.    | «تو مال منی»     | ۳:۵۷ |
| ۷.    | «نفس بکش»        | ۴:۲۵ |
| ۸.    | «به من بگو چرا»  | ۴:۵۰ |
| ۹.    | «تو متأسف نیستی» | ۵:۵۲ |
| ۱۰.   | «من عاشقت بودم»  | ۳:۳۷ |
| ۱۱.   | «تا ابد و همیشه» | ۵:۰۲ |
| ۱۲.   | «بهترین روز»     | ۴:۰۲ |
| ۱۳.   | «تغییر»          | ۶:۰۷ |